# Jindal Steel & Power
Jindal Steel and Power Limited (JSPL) est une entreprise indienne de production d'acier, filiale du conglomérat Jindal Group.